# Riggia paranensis
Riggia paranensis là một loài chân đều trong họ Cymothoidae. Loài này được Szidat miêu tả khoa học năm 1948.